# Фаулер, Джин
Джин Фаулер-младший (англ. Gene Fowler Jr.; 27 мая 1917, Денвер; 11 мая 1998,  , Вудленд-Хиллз) — американский монтажёр,  номинировался на премию «Оскар» за лучший монтаж фильма  «Этот безумный, безумный, безумный, безумный мир» (1963). Среди его работ были фильмы Фрица Ланга и Сэмюэля Фуллера, а также фильмы «Ребёнок ждёт» (1963) и «Вздёрни их повыше» (1968) Джона Кассаветиса.
Он также был режиссером художественных фильмов и многочисленных телевизионных программ. В то время как большая часть его режиссерской работы считается незначительной (в частности Леонард Малтин перечисляет только три из семи его работ в своем сборнике  ), два его фильма: «Я был подростком-оборотнем» (1957) и «Я вышла замуж за космического монстра» (1958) в ретроспективе привлекли внимание критиков.

## Избранная фильмография

### Как монтажер
- «Сказки Манхэттена» (1942)
- «Женщина в окне» (1944)
- «Пока город спит» (1956)
- «Ребенок ждет» (1963)
- «Это безумный, безумный, безумный, безумный мир» (1963)
- «Вздёрни их повыше» (1968)
- «Пещерный человек» (1981)

### Как режиссёр
- «Я был подростком-оборотнем» (1957)
- «Я вышла замуж за космического монстра[англ.]» (1958)